# توم ستولتمان
توم ستولتمان (ولد في 30 مايو 1994) لاعب قوى اسكتلندي. في 20 يونيو 2021، فاز توم بمسابقة أقوى رجل في العالم لعام 2021، ليصبح أول رجل من اسكتلندا يفوز بهذا اللقب. وهو الشقيق الأصغر للرجل الأقوى في اسكتلندا خمس مرات لوك ستولتمان، احتل توم المركز الخامس في أقوى رجل في العالم لعام 2019، في مسابقة أقوى رجل في العالم لعام 2020 في برادنتون، فلوريدا، احتل ستولتمان المركز الثاني، وفاز بثلاثة من الأحداث الستة في النهائي.